# Anisodes stabilata
Anisodes stabilata är en fjärilsart som beskrevs av W. Warren 1906. Anisodes stabilata ingår i släktet Anisodes och familjen mätare. Inga underarter finns listade i Catalogue of Life.